# Schloss Laer

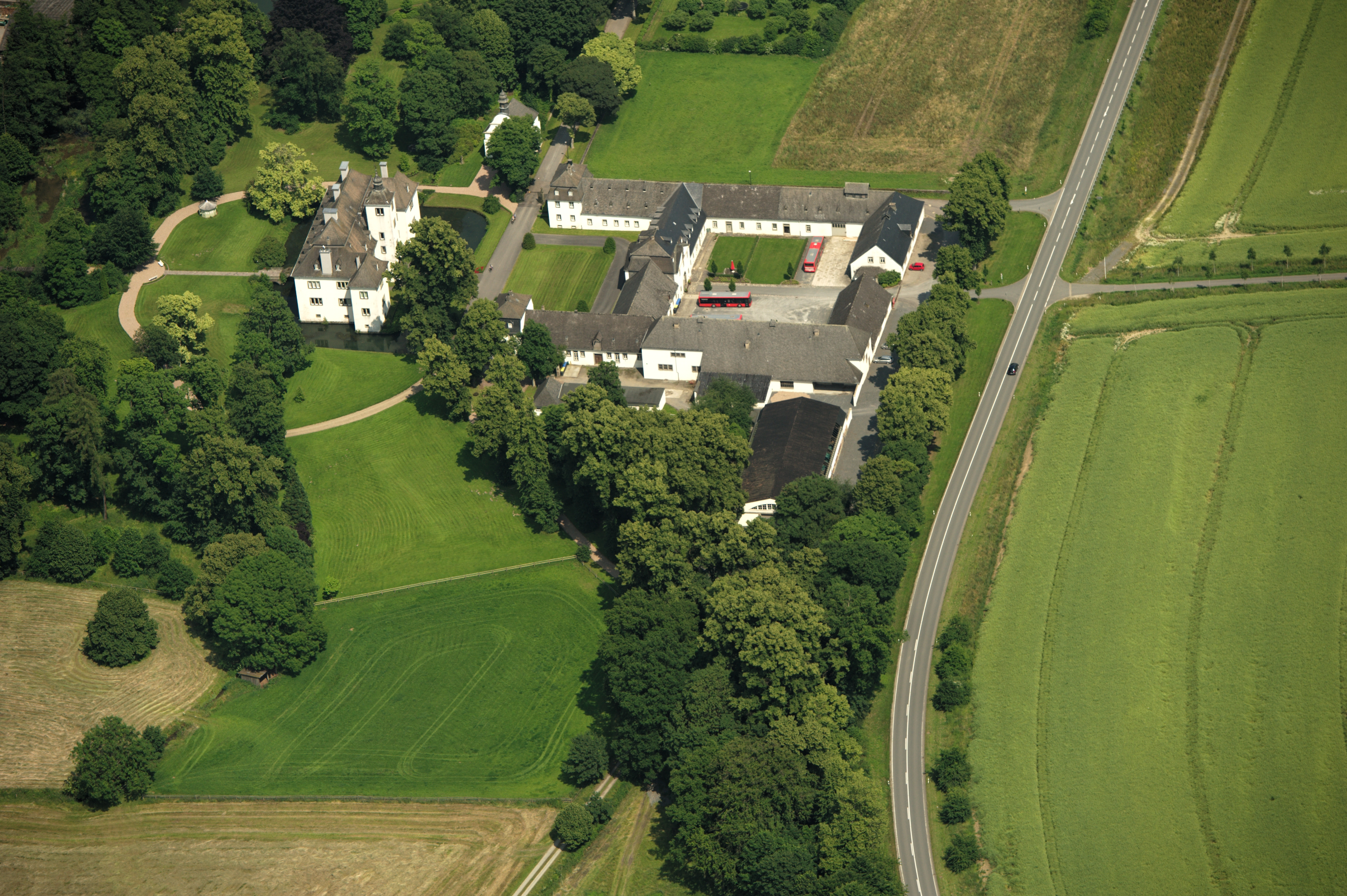
Luftbild von der Schlossanlage

Schloss Laer ist ein Wasserschloss im Mescheder Stadtteil Laer. Der Besitz wurde im 13. Jahrhundert erstmals erwähnt. An dieser Stelle befand sich eine mittelalterliche Niederungsburg, die nach dem Übergang in den Besitz der Familie von Westphalen im 17. Jahrhundert zu einem Schloss umgestaltet wurde.

## Geschichte

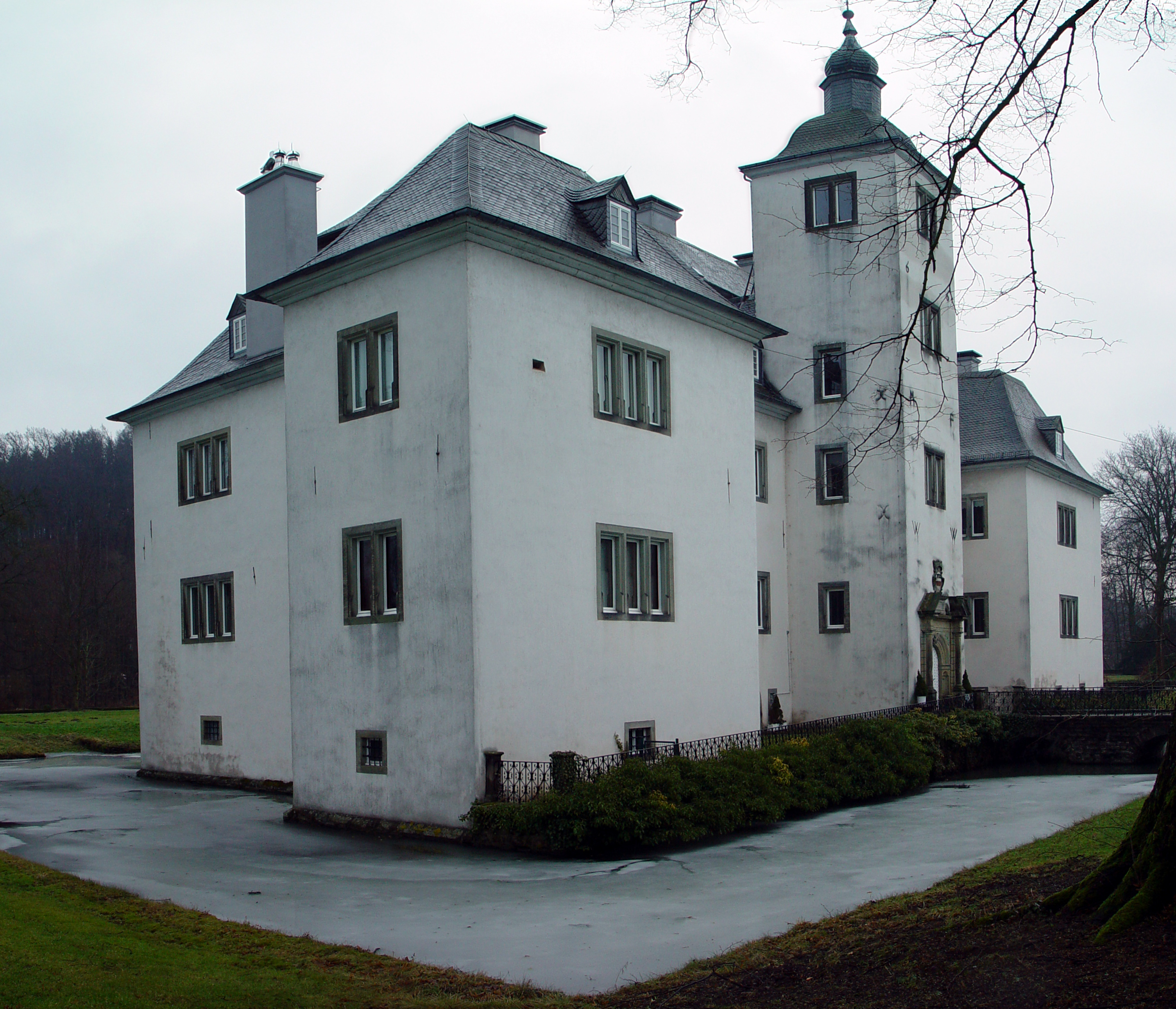
Südwestseite von Schloss Laer

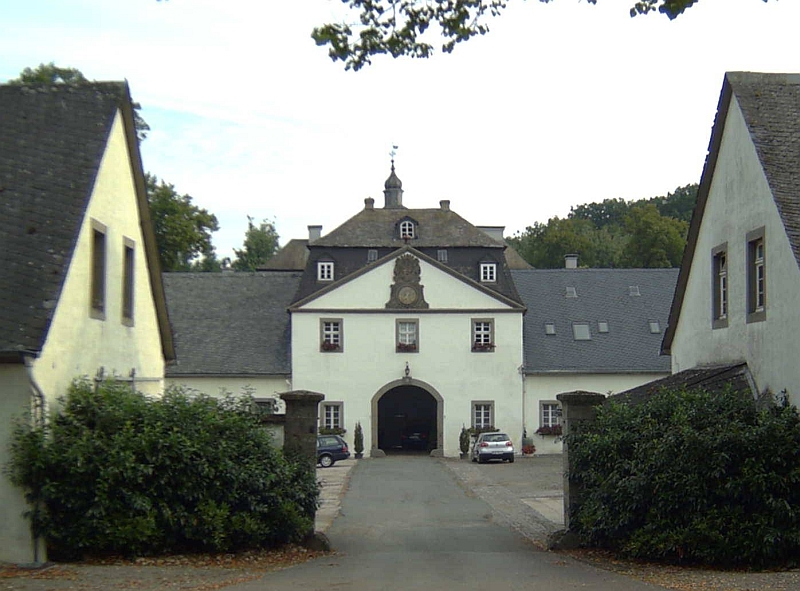
Ökonomiegebäude mit Tor in den Innenbereich des Schlossareals

Die Geschichte der Siedlung Laer bestehend vor allem aus dem Schulten-Hof und dem Wulfes Hof, aus dem später das Haus Laer hervorgehen sollte, reicht bis ins 8. Jahrhundert zurück. Die erste gesicherte Nachricht über den Wulfeshof stammt aus dem Jahr 1268. In einer Urkunde bekundete die Äbtissin des Stifts Meschede Agnes von Arnsberg den Erwerb von Gütern zu Laer und Druvethe bei Eversberg. Im Jahr 1314 gehörten dem Stift Meschede beide Höfe. Mit dem Wulfeshof waren die Herren von Hückelheim vom Stift belehnt.
Im Mittelalter wurde in der Nähe der Ruhr in Tallage eine Wasserburg angelegt. Von der ursprünglichen Burg sind nur geringe Reste erhalten. Ein Teil wurde in das spätere Schloss integriert.
Nach dem Aussterben des Geschlechts 1449 ging es durch Erbschaft in den Besitz von Hennekin von Berninghausen über. Da dieser auch kinderlos blieb, vermachte er das Dorf Hückelheim und den zugehörigen Allodialbesitz 1483 an das Kloster Galiläa. Das Gut Laer war davon nicht betroffen, da es Lehnsbesitz des Stifts Meschede war. Der Besitz verblieb zunächst bei anderen Mitgliedern der Familie von Berninghausen. Nach dem Tod von Johann von Berninghausen kam es zu Erbstreitigkeiten, die dazu führten, dass der Besitz 1582 an Johannes von Ovelacker überging.
Im Jahr 1602 wird das Grundstück von Heinrich von Westphalen aufgekauft, der zu der Zeit Paderborner Hofmeister war. Dieser kaufte 1610 den Schultenhof und zwei Kotten hinzu. Seither befindet sich die Anlage im Familienbesitz derer von Westphalen.
Während der kurkölnischen Zeit war mit dem Besitz des Hofes die Schatzfreiheit und die Landtagsfähigkeit verbunden.
1776 gestattete der Landesherr, Kurfürst Maximilian Friedrich von Köln, dem Eigentümer, bei Laer über die Ruhr eine steinerne Brücke zu erbauen und nach Fertigstellung ein Brückengeld für die Benutzung zu erheben.
Der historisch bedeutsamste Besitzer im 19. Jahrhundert war Clemens August von Westphalen zu Fürstenberg, der sich im Zusammenhang mit dem Kölner Ereignis für die Freilassung des Kölner Erzbischofs Clemens August Droste zu Vischering einsetzte und nach Konflikten mit dem preußischen Staat zeitweise Westfalen verließ.
Ab Oktober 1944 war das Schloss Sitz eines militärischen Stabes, der für die V2-Raketen verantwortlich war. Mit dem Bau von Abschussrampen in der Nähe von Meschede wurde zwar begonnen, aber wegen des Vormarsches der Alliierten kam es nicht mehr zu einem Einsatz. Am Ende des Krieges wurde die Anlage geplündert.
Bis in die 1960er Jahre teilweise als Erholungsheim genutzt, wird das Schloss bis heute von der Familie der Grafen von Westphalen bewohnt.

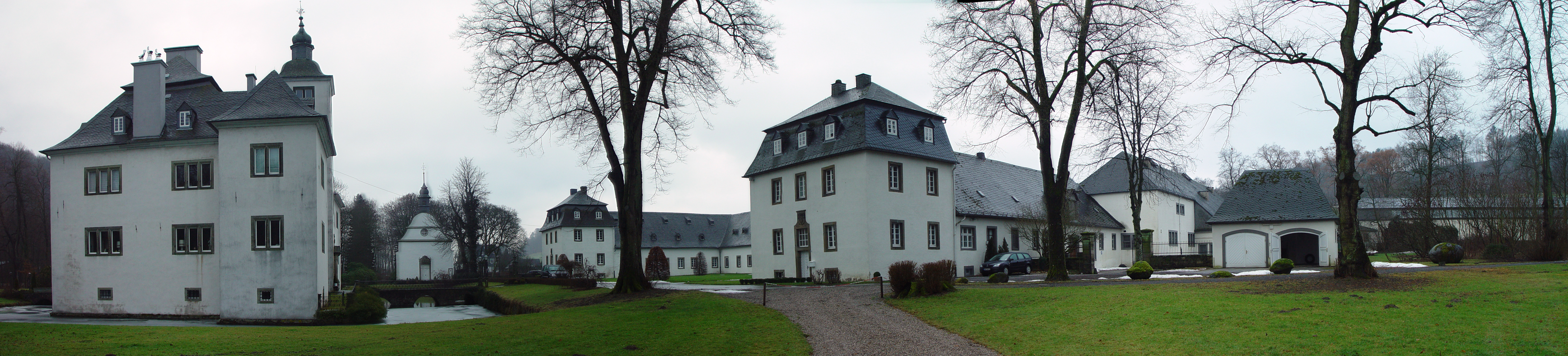
Ansicht des Gesamtkomplexes der Schlossanlage aus westlicher Richtung.

## Baugeschichte

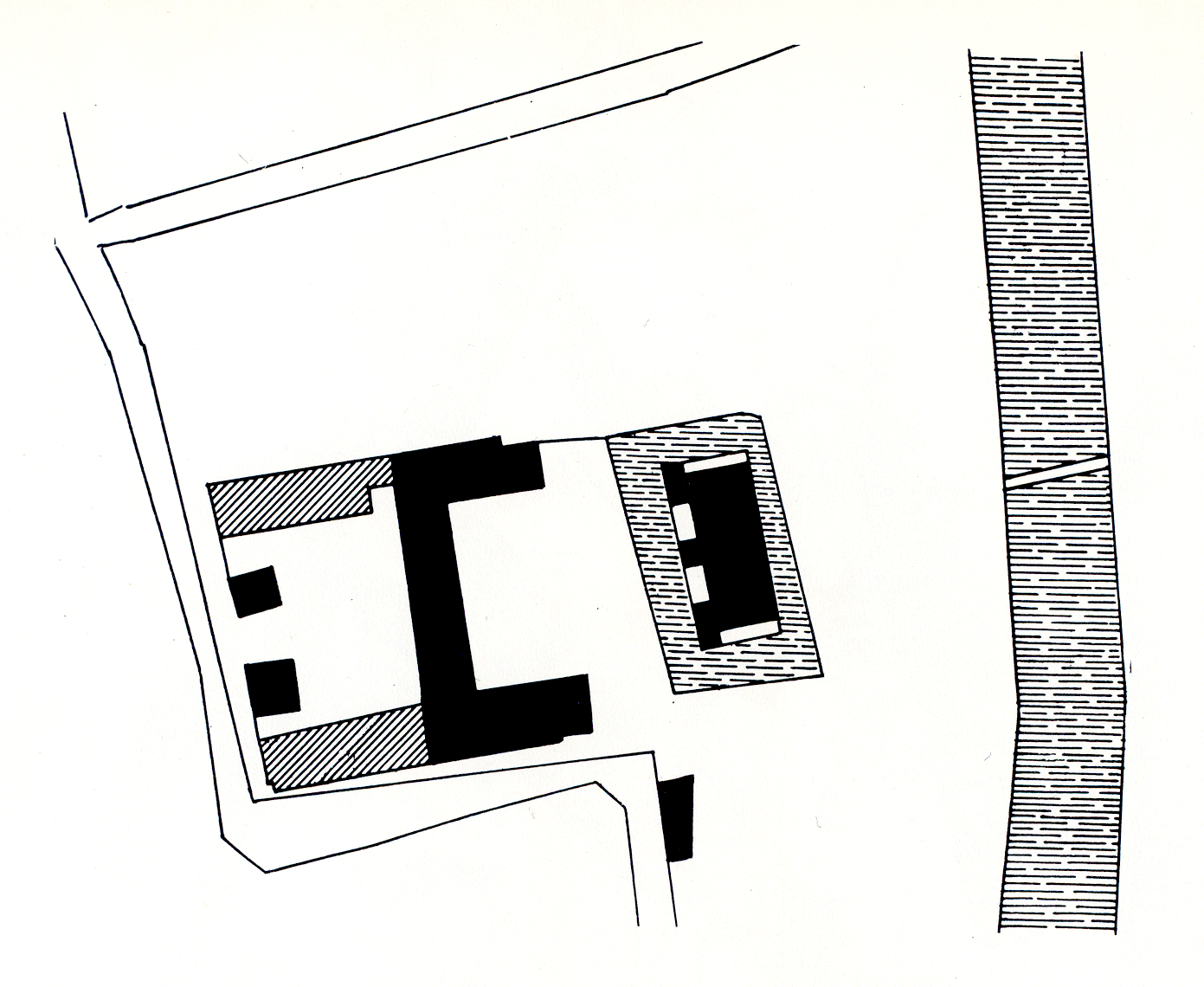
Katasterplan des Gesamtanlage (Im Westen die Ökonomiegebäude. Das Haupthaus umgeben von einem Wassergraben. Im Osten die Ruhr mit dem Eisensteg. Im Süden etwas abgesetzt die Kapelle)

Das bis heute weitgehend erhaltene Schloss im Stil der Renaissance und später des Barock wurde seit 1606/1608 errichtet. Durch weitere Anbauten erhielt es bis ins 18. Jahrhundert hinein seine heutige Gestalt.

Einen ersten Abschluss bildet 1669 die Errichtung des barocken Portals und die welsche Haube des Turms. Das ursprünglich dreigeschossige Gebäude verfügte über einen vorgestellten Treppenturm und einen seitlichen Pavillonanbau.
Weitere erhebliche Veränderungen fanden im 18. Jahrhundert statt. In der Literatur wird dafür die Zeit um 1764 angegeben. Da ein Gemälde von 1725 aber bereits den nachmaligen Zustand zeigt, muss der erneute Umbau bereits in dieser Zeit im Kern abgeschlossen gewesen sein. Der seit dem frühen 17. Jahrhundert vorhandene pavillonähnliche Anbau im Osten erhielt ein Gegenstück im Westen. Das gesamte Gebäude wurde um ein Stockwerk verringert und mit einem Mansarddach versehen. In den 1760er Jahren erfolgte durch Friedrich Wilhelm von Westphalen, damals Fürstbischof von Hildesheim, der Neubau der Vorburg und der Wirtschaftsgebäude. Dieser Komplex ist symmetrisch angelegt und besteht aus einstöckigen Teilen und zweistöckigen Pavillons mit Mansarddächern. Das zweigeschossige Torhaus ist so ausgerichtet, dass zusammen mit einer Allee und dem Turm des Herrenhauses eine optische Hauptachse entsteht.
Das Herrenhaus wurde 1893 vor allem im Inneren noch einmal umgestaltet. Die bisher im Treppenturm befindliche Wendeltreppe wurde durch eine im Eingangssaal ins Obergeschoss führende Holztreppe ersetzt. Um die Höhe des Hauptsaales zu erhöhen, wurden Eisenträger benutzt. Der Saal erhielt danach eine Stuckdecke nach Vorbild von Schloss Adolfsburg. Aus dem 17. Jahrhundert stammt noch der Stuck an den Wänden und ein Kamin mit dem Wappen Westphalen-Ledebur. Zu Beginn des 20. Jahrhunderts wurde eine Reithalle erbaut, die einige Jugendstilelemente aufweist.

## Kapelle und Liboriusstatue

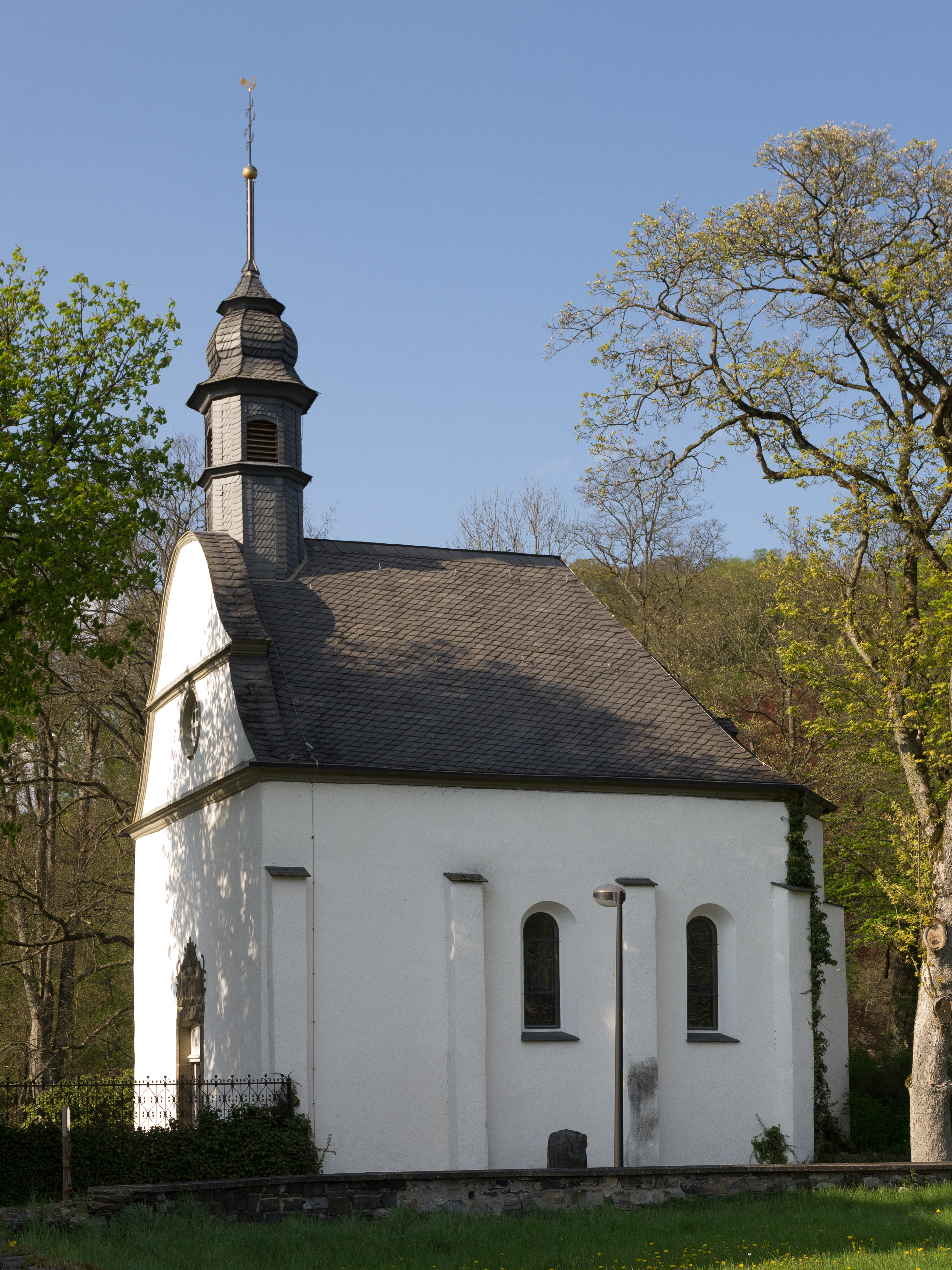
Schlosskapelle

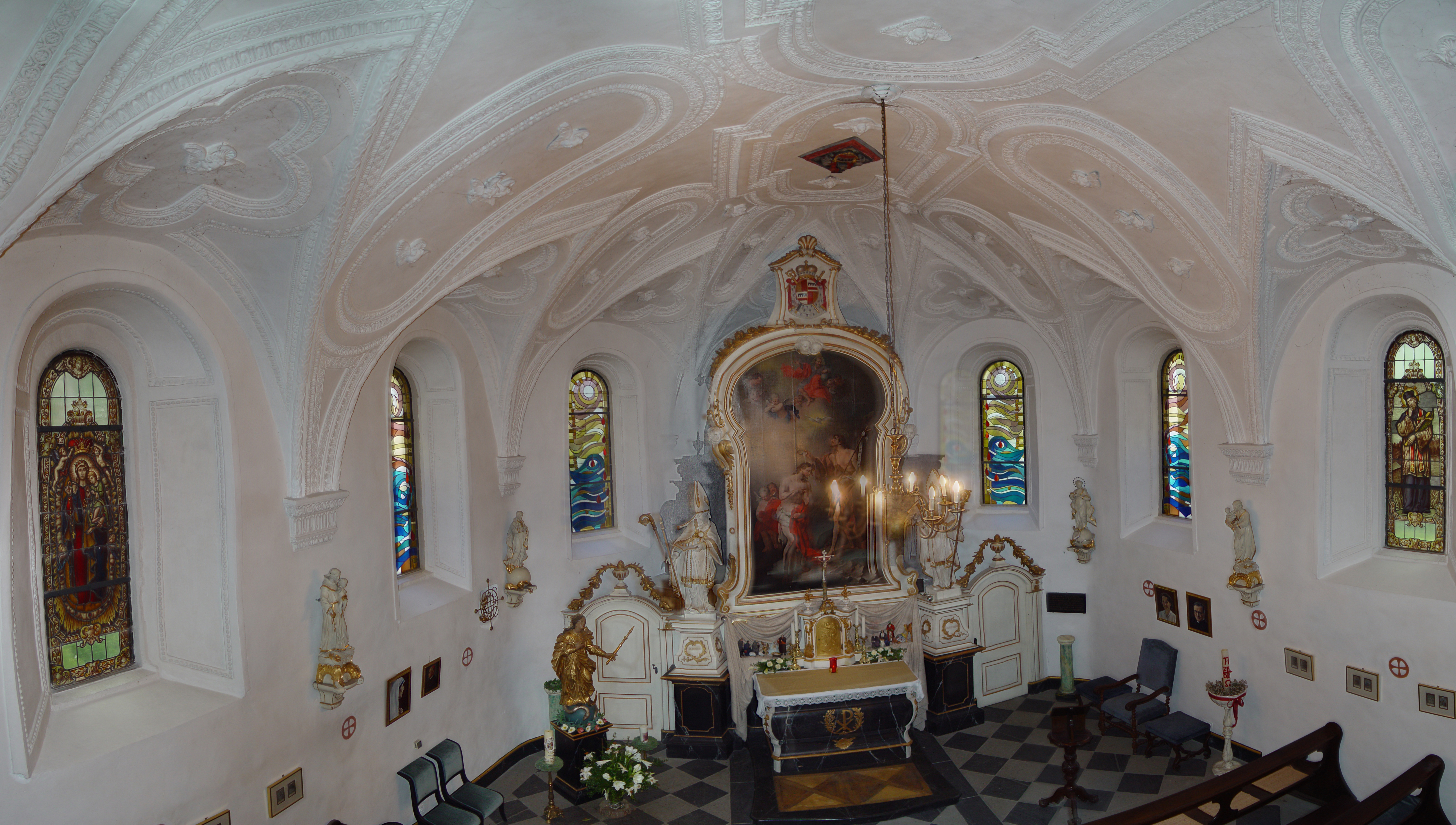
Blick in die Kapelle

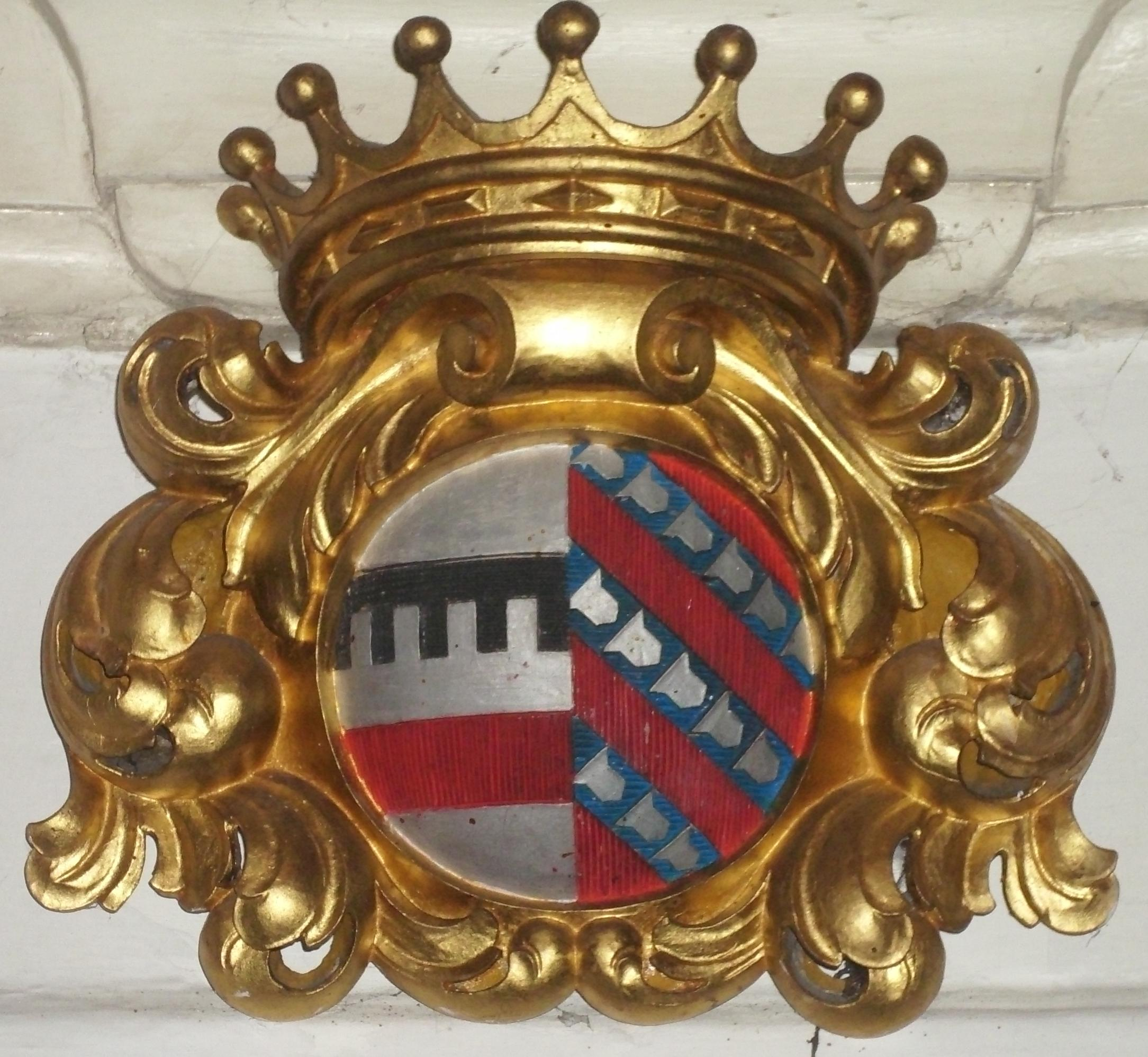
Wappen in der Kapelle

Noch im 17. Jahrhundert bildete die dem Heiligen Johannes dem Täufer geweihte Schlosskapelle die Nordostecke der Vorburg. Es handelt sich um einen 14 × 10 m großen Saalbau. Möglicherweise stammten die Ursprünge der Kapelle bereits aus dem Mittelalter. Anderen Angaben zufolge wurde sie erst im 17. Jahrhundert errichtet. Aus dieser Zeit sind zumindest Schluss- und Strebepfeiler, die Fassade mit geschweiftem Giebel und die Fassade zu datieren. Nachweislich wurde die Kapelle am 18. September 1645 konsekriert. Das Wappen der Familie Westphalen-Löwenstein wurde im Jahr 1610 angefertigt. Auf der rechten Seite befindet sich die Grabplatte der 1725 auf Gut Laer verstorbenen Lucia Elisabeth von Ledebur. Durch Fürstbischof Friedrich Wilhelm von Westphalen wurde 1767 die Kapelle im Inneren erneut umgestaltet. In dieser Zeit wurde der Dachreiter erneuert. Im Inneren ist eine Stuckdecke aus dem 18. Jahrhundert zu sehen. Bemerkenswert ist der Altar mit einem Gemälde der Taufe Jesu durch Johannes den Täufer sowie Statuen des Heiligen Liborius und des Heiligen Godehard. Der Altar gilt als ein Hauptwerk des Paderborner Hofmalers Anton Joseph Stratmann. Noch heute wird in der Kapelle regelmäßig die heilige Messe gefeiert. Im Jahr 2003 wurden teilweise neue Glasfenster eingebaut. Ursprünglich im Park des Schlosses gelegen, aber durch den Eisenbahnbau aus diesem Zusammenhang herausgerissen, steht in der Nähe eine im Jahr 1763 angefertigte Statue des Heiligen Liborius.

## Eisensteg

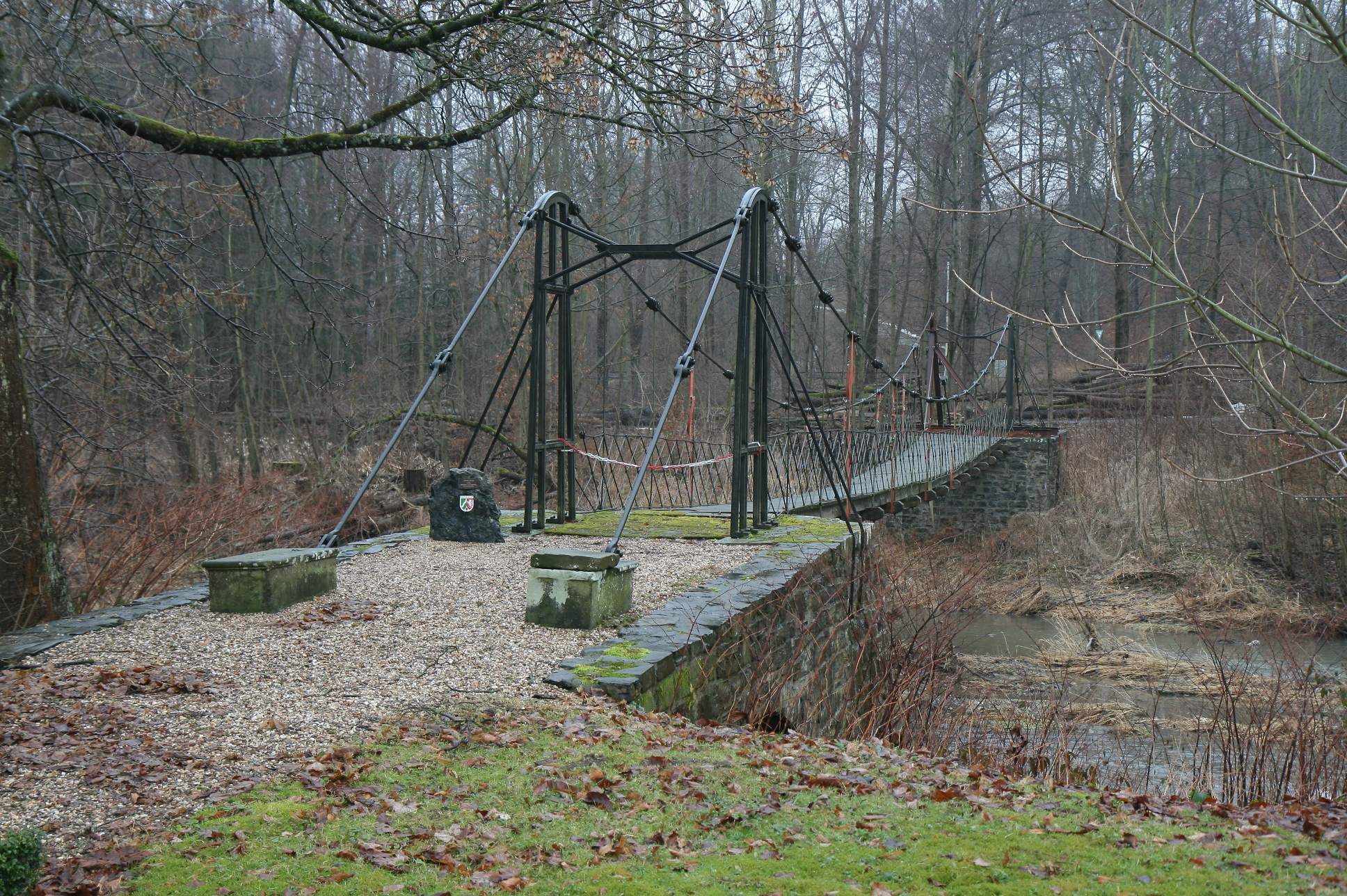
Kettenhängebrücke für Fußgänger

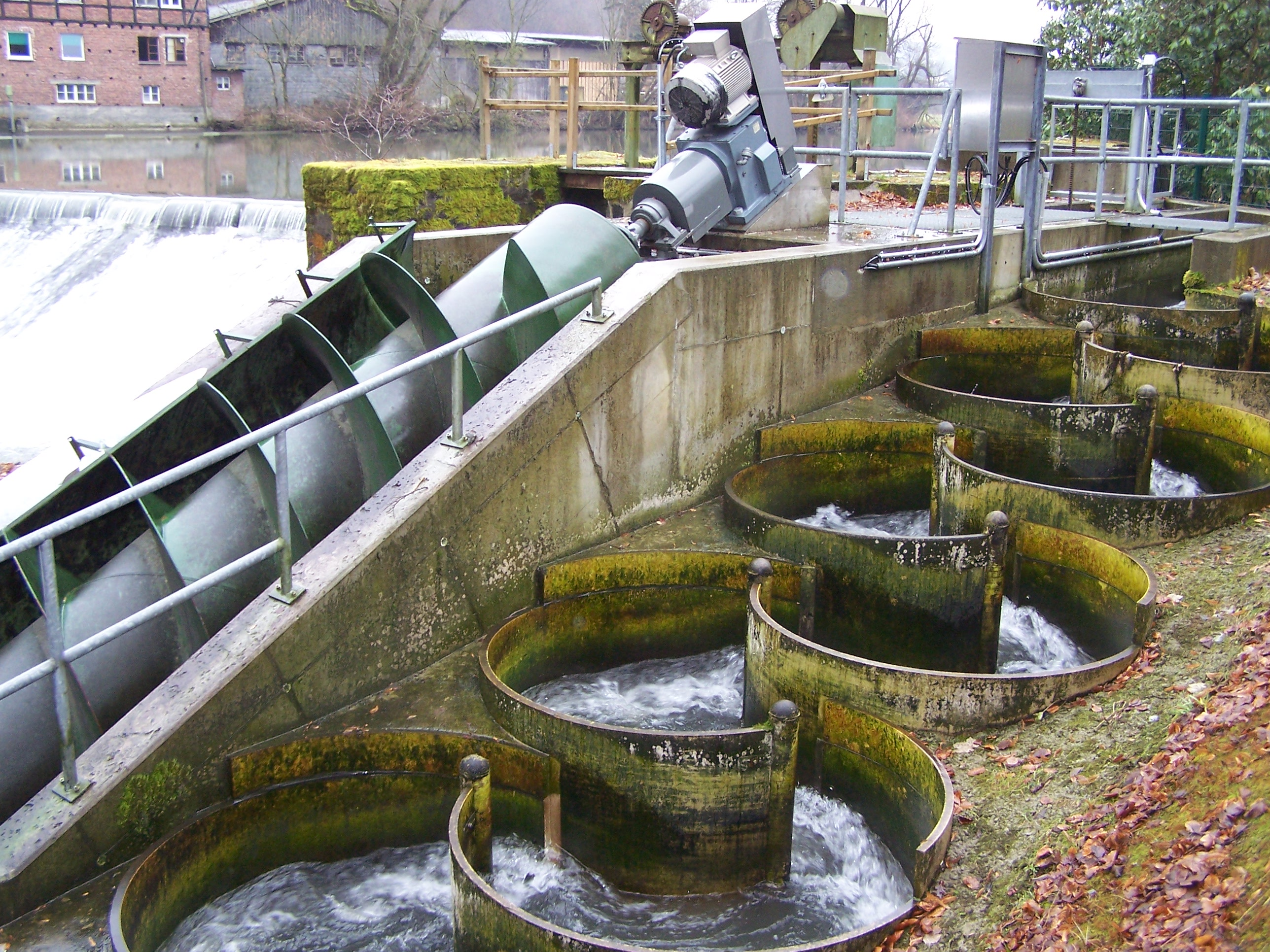
Wehr mit Wasserkraftschnecke und Fischtreppe am Schloss Laer

Über die Ruhr wurde 1839 eine freischwebende Eisenbrücke errichtet. Erste Pläne für eine flussüberspannende Konstruktion stammten von Johann August Röbling, der später in die USA auswanderte und dort zahlreiche große Eisenbrücken baute und plante wie die Niagara Falls Suspension Bridge und die Brooklyn Bridge in New York City. Röbling plante um 1828 eine Brücke über die Ruhr bei Freienohl. Das Vorhaben wurde jedoch zunächst nicht verwirklicht. Auf die Pläne griff aber der Architekt A. Bruns zurück, der im Auftrage des Grafen von Westphalen 1839 eine Fußgängerbrücke bei Schloss Laer baute. Diese gilt als eine der ersten ihrer Art in Deutschland. Sie war bis zu Beginn des 21. Jahrhunderts als Fußgängerbrücke in Gebrauch. Die Brücke ist die einzige ihrer Art in Europa, die in ihrer Originalsubstanz erhalten ist. Sie ist daher ein besonderes technisches Kulturdenkmal. Auch mit Mitteln der Stiftung Denkmalschutz wurde sie bis 2003 saniert. Durch den Orkan Kyrill wurde sie schwer beschädigt und konnte bislang nur provisorisch gesichert werden.

## Wartturm

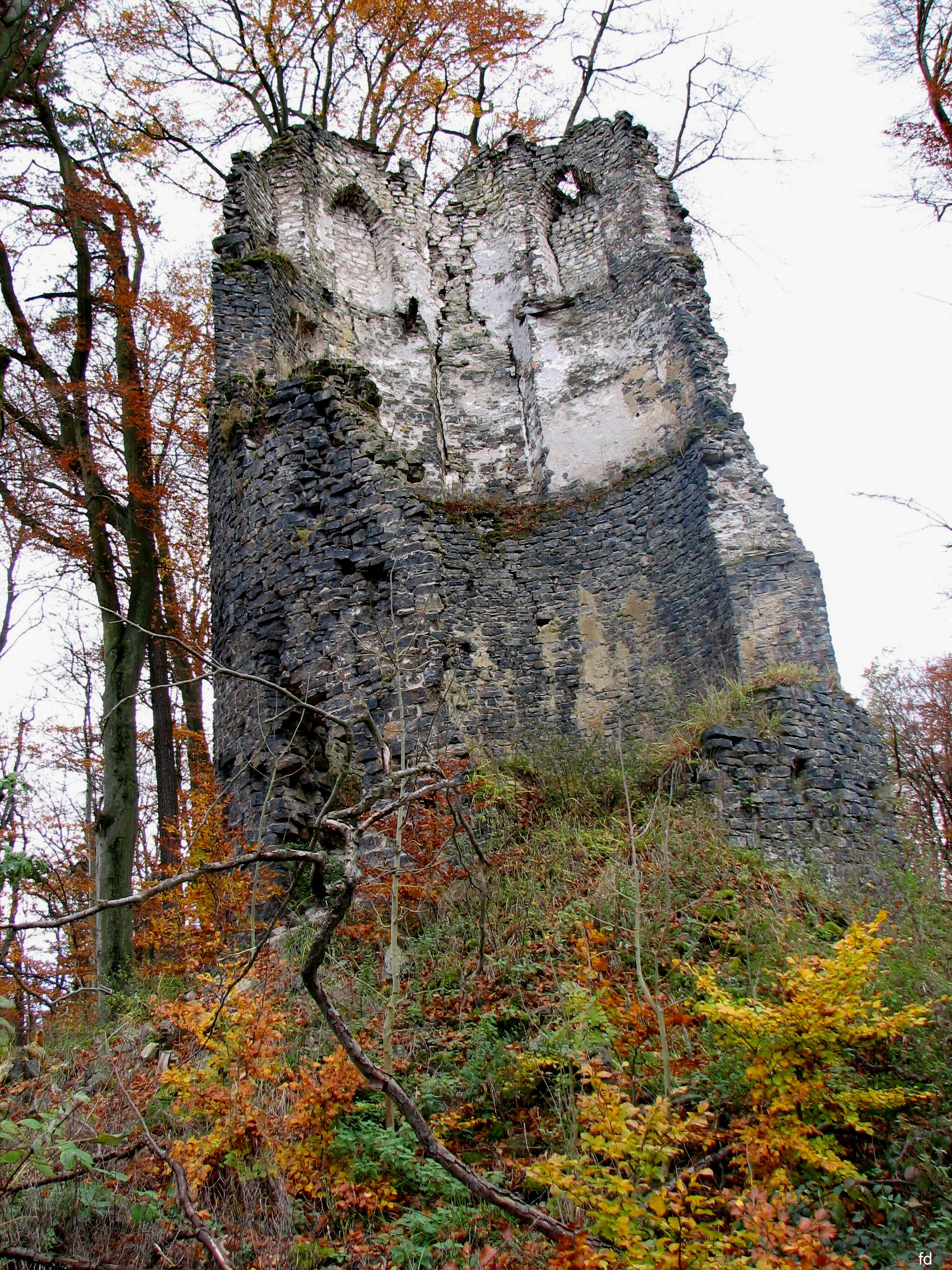
Turmruine auf dem Buchholz

Im Zuge der Umbaumaßnahmen von 1764 wurde in einiger Entfernung vom Schloss ein an mittelalterliche Vorbilder erinnernder Aussichtsturm („Wartturm“) errichtet. Mit der Schlossanlage war der Bau durch einen Park verbunden. Die Turmruine Laer steht heute mitten im Wald. Frühere spitzbogige Fensteröffnungen sind längst zugemauert. Der Bau ist eines der wenigen und besonders frühen Beispiele neogotischen Einflüsse aus England, die in Westfalen vorhanden sind. Der früher zinnenbewehrte Turm machte ursprünglich den Eindruck, der letzte Rest einer alten Burg zu sein. Dieser Ruinencharakter war für die englische gotisierende Gartenarchitektur typisch. Im Gegensatz etwa zu barocken Parkanlagen lag der Turm nicht in der Achsverlängerung der zum Schloss führenden Chaussee, sondern leicht versetzt davon.

## Zahlen
Das Grundstück hat eine Größe von 1,7 Hektar. Zum Schloss gehören 12.000 m² Wiese und ein Park mit altem Baumbestand. 